# 梅斯維爾 (印地安納州)
梅斯維爾（英語：Maysville）是位於美國印地安納州戴維斯縣的一個非建制地區。該地的面積和人口皆未知。

## 地理
梅斯維爾的座標為38°38′52″N 87°13′42″W / 38.64778°N 87.22833°W，而該地的平均海拔高度為136米（即446英尺）。